# Dominique Rézeau
Dominique Rézeau (ur. w 1947 w Vouvant) – francuski duchowny rzymskokatolicki, dyplomata papieski.

## Biografia
W 1974 otrzymał święcenia prezbiteriatu. Po ukończeniu studiów w Rzymie został pracownikiem papieskiej służby dyplomatycznej. Pracował jako dyplomata w Peru, Zairze, Szwajcarii (na tej placówce zajmował się sprawą abpa Marcela Lefebvre w okresie, gdy został on ekskomunikowany), Trynidadzie i Tobago, Kolumbii, Jordanii.
W 1999 papież Jan Paweł II mianował go stałym obserwatorem Stolicy Apostolskiej przy Biurze Narodów Zjednoczonych i Agencjach Wyspecjalizowanych w Wiedniu. Papieską misją przy wiedeńskim ONZ-ecie kierował do 2001.
W późniejszym okresie służył jako dyplomata w Tunezji, kanclerz diecezji Luçon we Francji oraz dyplomata w ogarniętej wojną domową Libii. Obecnie pracuje duszpastersko na Île d’Yeu w diecezji Luçon.